# 중국철도부 HXD3형 전기기관차
중국철도부 HXD3형 전기기관차는 중화인민공화국 철도부의 교류 전용 전기기관차다. HXD 란 칭호는 和諧電 (허쉐뎬)의 한어 로마자 머리 글자에 유래한다.
최고속도는 120km/h이지만 중국 대륙의 모든 지역에서 운용할 것을 전제로 하고 있으며 축중은 23t 또는 25t으로 변경 가능하다. 섭씨 -40도에서 +40도까지의 온도 조건을 만족한다. 견인 전동기는 삼상 유도 전동기이며 연속 정격 출력은 7200kW이며 견인 하중은 5000t이다. 주 변환 장치의 냉각 방식은 강제 순환 수냉 방식이다. 운용의 여유도에 배려해서 각 차축 마다 제어할 방식을 채용하였다. 보조 전원 장치는 출력 230kW×2 세트이며 각각 가변전압 가변주파수 (VVVF) 기능과
일정전압 일정주파수 (CVCF) 기능을 갖게 해서 대용량 송풍기는 VVVF로 기동 및 운전하며 기관차가 정차시에는 소음 저감과 절전 하기 위해 속도 반감 운전한다. 고장 발생시에도 기관차 성능의 저하를 초래하지 않도록 보조전원 1세트로 대부분인 보조기기를 운전할 수 있게 설계되었다. 일부 기관차는 객차 전원공급장치도 갖추어 있다. 최대 4 중련의 총괄제어가 가능한 TCMS를 탑재하며 모든 시스템의 운전 지령과 동작 상황을 감시한다.

## 참고 문헌
- 鐵道ピクトリアル 臨時增刊號 鐵道車輛年鑑 2010年版